# Açúcar de canela

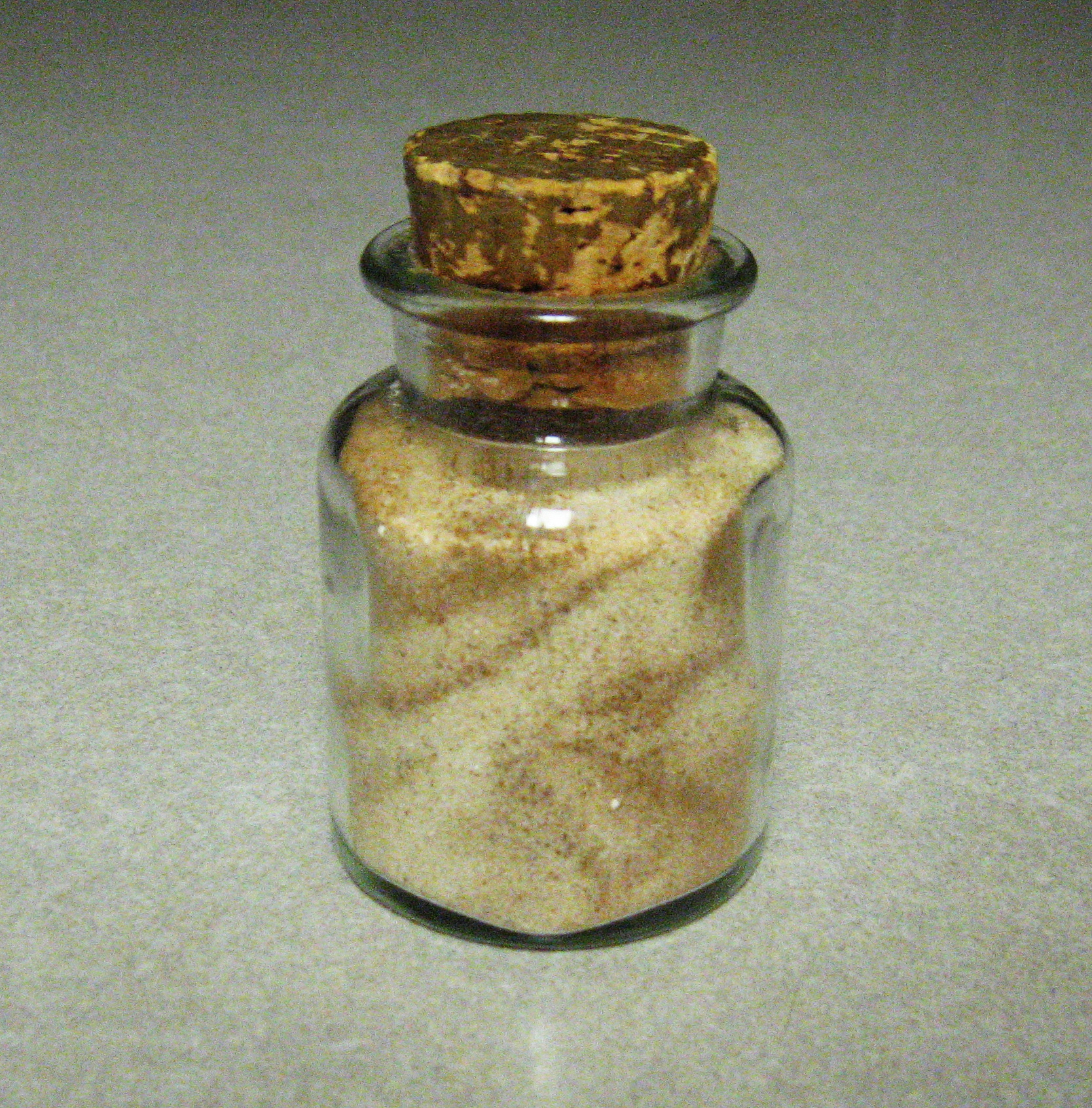
Um frasco com açúcar de canela caseira.

Designa-se como açúcar de canela uma mistura de canela moída e açúcar granulado como condimento na sobremesa. Embora existam versões prontas para venda, é fácil de preparar em casa e económico.

## Proporções
As proporções típicas de açúcar para canela variam entre 3:1 e 12:1.
- 1/4 xícara de açúcar granulado para 3-4 colheres de canela moída. (4:1 a 3:1)
- 1/4 xícara de açúcar granulado misturado com 2-3 colheres de canela moída. (6:1 a 4:1)
- 1/2 xícara de açúcar granulado para 1 colher de canela moída. (8:1)
- 2 colheres de açúcar granulado 3/4 colher de canela moída. (8:1)
- 1 colheres de açúcar granulado para 1/4 colher de canela moída. (12:1)

## Utilizações

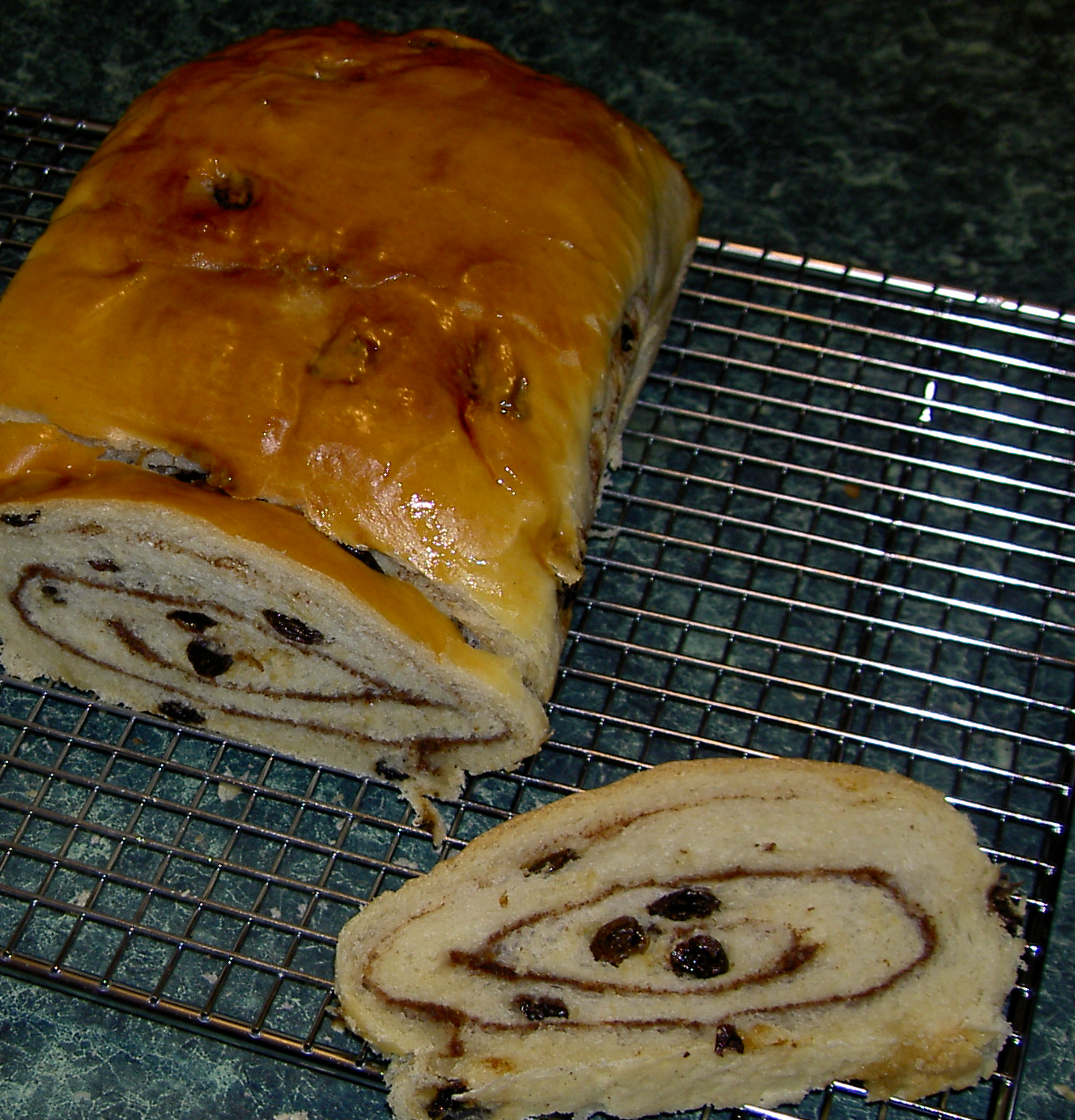
Bolo com açúcar de canela enrolado na massa.

- Torrada de canela
- Kanelbulle
- Rabanada

## Produtos Comerciais
- Cinnamon Toast Crunch